# Le Prince et le Souffre-douleur
Pour plus de détails, voir Fiche technique et Distribution.
Le Prince et le Souffre-douleur (The Whipping Boy) est un téléfilm de la collection des Disney Channel Premiere Films réalisé par Syd Macartney, diffusé en 1994.

## Synopsis
Ce film relate les aventures d'un prince héritier et de son "whipping boy", un jeune garçon dont le rôle est de subir les punitions corporelles destinées au prince.

## Fiche technique
- Titre : The Whipping Boy
- Réalisateur : Syd Macartney
- Scénario : Albert Sidney Fleischman d'après son roman éponyme
- Musique : Lee Holdridge
- Producteurs : Georges Campana, Philip D. Fehrle, Ellen Freyer, Andreas Grosch, Glenn R. Jones, Jean-Claude Marchant, Gerhard Schmidt, Marty Eli Schwartz
- Sociétés de production : Disney Channel, Gemini Productions, Jones Entertainment, Le Sabre
- Durée : 96 minutes
- Genre : Fantasy
- Pays de production :  États-Unis
- Dates de diffusion
  - États-Unis : 31 juillet 1994
  - Allemagne : 6 avril 1995
  - Belgique : 14 novembre 1989

## Distribution
- Truan Munro : Jemmy
- Nic Knight : Prince Horace
- Karen Salt : Annyrose
- Andrew Bicknell : Roi
- Christoph M. Ohrt : Ambassadeur
- Mathilda May : Betsy
- Kevin Conway : Hold-Your-Nose-Billy
- Vincent Schiavelli : Cutwater
- George C. Scott : Blind George
- Jean Anderson : Reine Mum
- Michael Kausch : Peckwit
- Nigel Betts : Walter